# Teardrops on My Guitar
"Teardrops on My Guitar" là đĩa đơn thứ hai của ca sĩ nhạc đồng quê người Mỹ Taylor Swift. Đĩa đơn này trích từ album lấy tên mình của Taylor, Taylor Swift, sau đĩa đơn đầu tay "Tim McGraw". Tại Vương quốc Anh, bài hát được phát hành như đĩa đơn thứ hai từ album đầu tiên của cô tại đây, Fearless vào tháng 6, năm 2009.
Swift được truyền cảm hứng để viết "Teardrops on My Guitar" bởi tình yêu đơn phương của cô dành cho một người bạn cùng lớp thời trung học. Về mặt âm nhạc, bài hát là một bản ballad nhẹ nhàng từ tiếng đàn guitar mộc kết hợp giữa mandolin và fiddle. Các nhà phê bình âm nhạc có những ý kiến trái ngược nhau về cách phân loại nhạc đồng quê của bài hát, những người không đồng ý khi nhận thấy bài hát có hơi hướng pop. Họ khen ngợi giọng hát và sáng tác của Swift vì đã khắc họa một cách nghiêm túc sự đau lòng. "Teardrops on My Guitar" đạt vị trí thứ 13 trên Billboard Hot 100 và là đĩa đơn pop-radio chéo sân đầu tiên của Swift trên bảng xếp hạng Mainstream Top 40. Đĩa đơn đã được chứng nhận ba đĩa bạch kim bởi Hiệp hội Công nghiệp Ghi âm Hoa Kỳ (RIAA).
Video âm nhạc của bài hát do Trey Fanjoy đạo diễn và có sự góp mặt của Swift khi cô thấy người yêu của mình phát triển mối quan hệ với một phụ nữ khác. Video đã nhận được đề cử cho Giải Video âm nhạc của MTV cho Nghệ sĩ mới xuất sắc nhất, nhưng để thua video âm nhạc của Tokio Hotel cho "Ready, Set, Go!". Swift biểu diễn trực tiếp bài hát đồng thời hỗ trợ mở màn cho các chuyến lưu diễn hòa nhạc của các nghệ sĩ nhạc đồng quê khác, và đưa nó vào danh sách các chuyến lưu diễn gây chú ý đầu tiên của cô, Fearless Tour (2009–10).

## Bảng xếp hạng
| Bảng xếp hạng (2007-2008)                    | Vị trí cao nhất |
| -------------------------------------------- | --------------- |
| U.S. Billboard Hot Country Songs             | 2               |
| U.S. Billboard Hot 100                       | 13              |
| U.S. Billboard Pop 100                       | 11              |
| U.S. Billboard Hot Adult Contemporary Tracks | 5               |
| U.S. Billboard Hot Adult Top 40 Tracks       | 5               |
| U.S. Billboard Top Hot 100 Hits of 2007      | 89              |
| U.S. Billboard Top Hot 100 Hits of 2008      | 48              |
| Canadian Hot 100                             | 45              |
| Bảng xếp hạng (2009)                         | Vị trí cao nhất |
| UK Singles Chart                             | 51              |

## Lịch sử phát hành
| Định dạng      | Ngày phát hành      |
| -------------- | ------------------- |
| Hoa Kỳ         | 24 tháng 2 năm 2007 |
| Vương quốc Anh | 1 tháng 6 năm 2009  |